# كأس الأبطال الفرنسي 2007
كأس الأبطال الفرنسي 2007 (بالفرنسية: 2007 Trophée des Champions)‏ مباراة جمعت بين ليون و‌سوشو في 28 يوليو 2007 على ملعب جيرلان في مدينة ليون، وفاز بها ليون بنتيجة 2–1.